# Thyene manipisa
Thyene manipisa is een spinnensoort in de taxonomische indeling van de springspinnen (Salticidae).
Het dier behoort tot het geslacht Thyen. De wetenschappelijke naam van de soort werd voor het eerst geldig gepubliceerd in 1995 door Barrion & Litsinger.

## Voorkomen
De soort komt voor in de Filipijnen.